# Эволюционный анахронизм

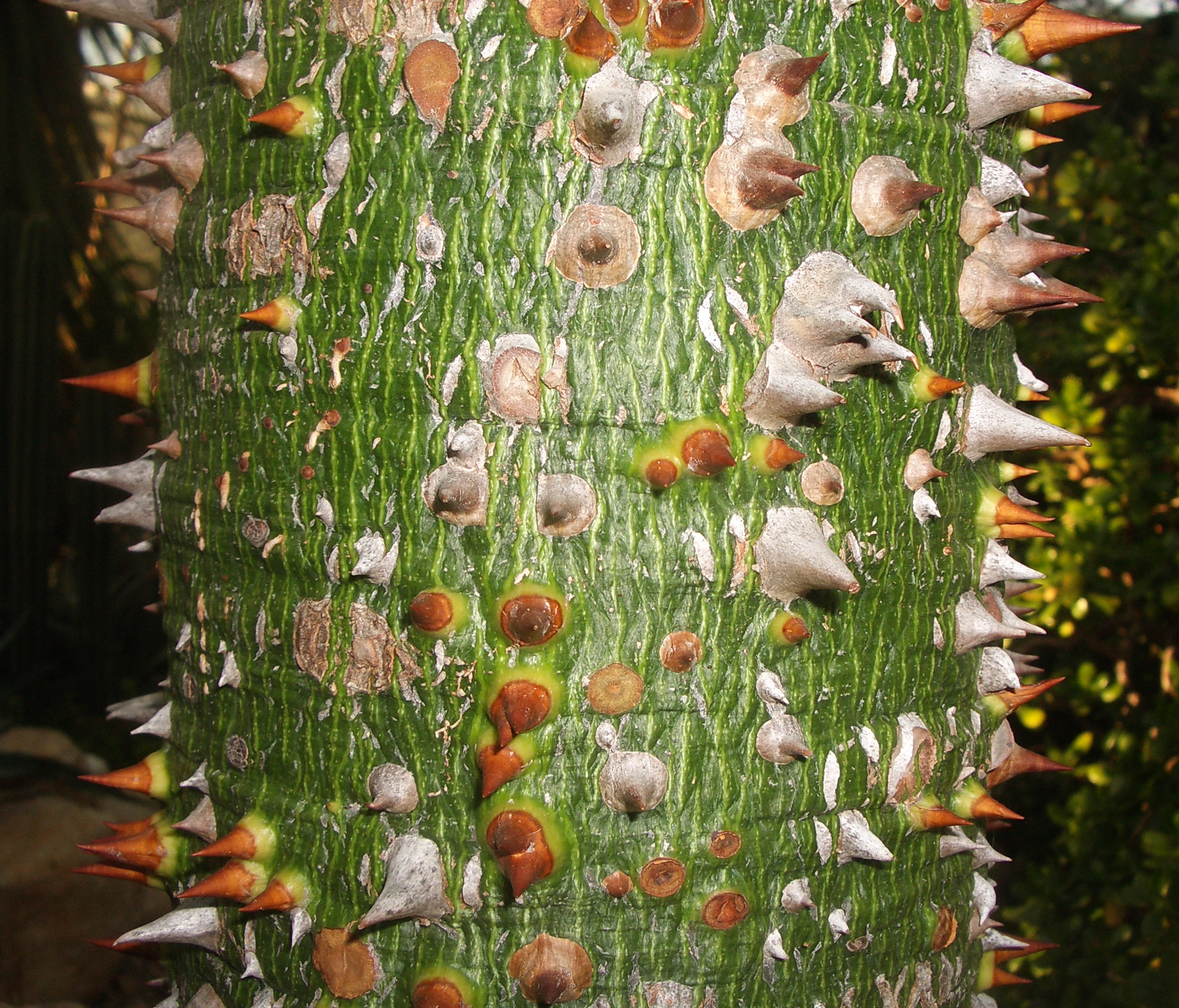
Типичный анахронизм на стволе Сейбы великолепной: колючки защищают от млекопитающих, не существующих уже несколько тысячелетий

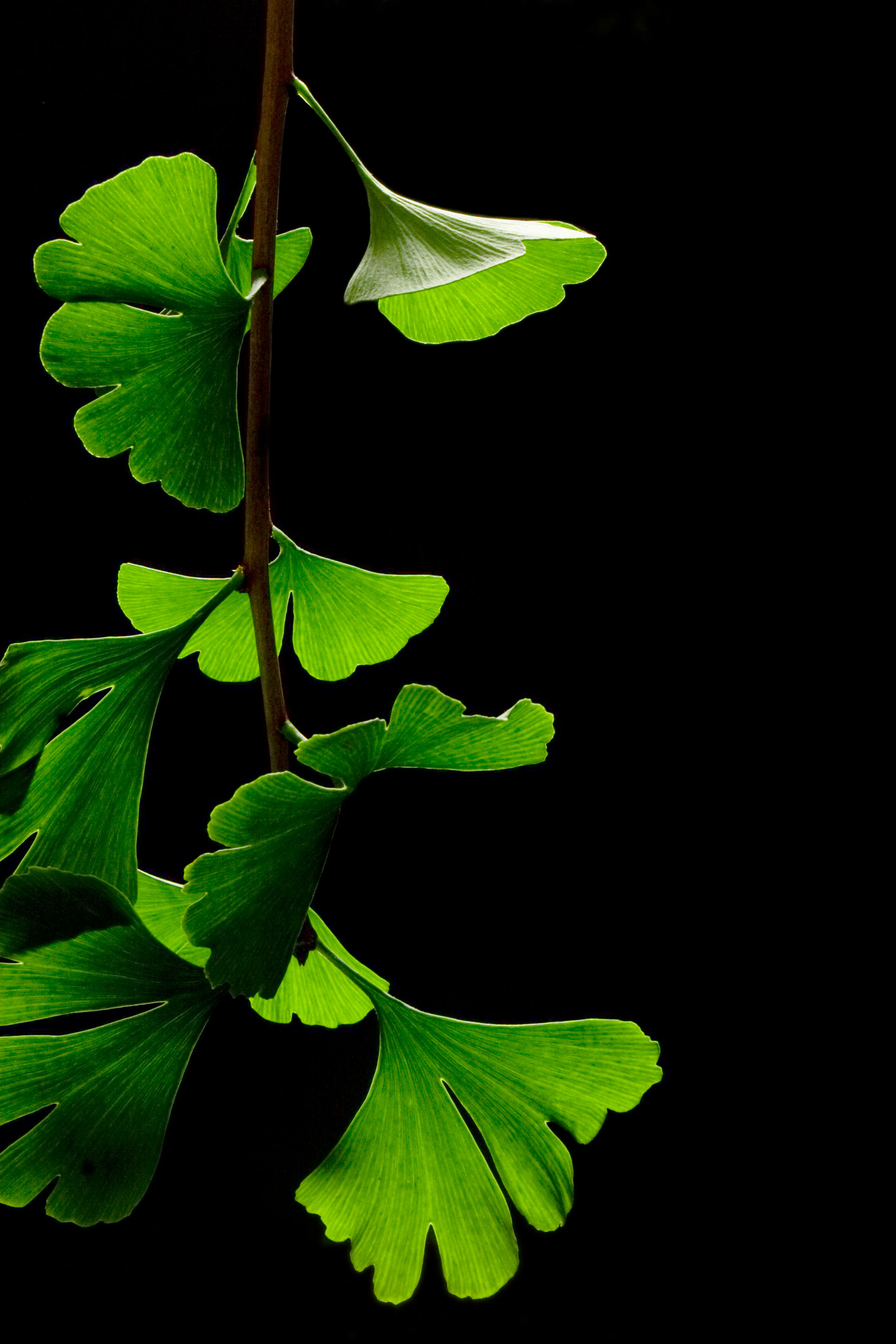
Биология гинкго, живого ископаемого практически не изменившегося за последние 270 миллионов лет, демонстрирует признаки совместного развития с полностью вымершими группами древовидных папоротников, опыляющими скорпионницами и тероподными динозаврами.

Эволюционный анахронизм — термин эволюционной биологии, применяемый для обозначения особенностей существующих видов, в частности строения частей растений (плоды, цветки, листья, стебель), которые лучше всего объясняются в результате благоприятного отбора в прошлом из-за коэволюции с другими биологическими видами, которые с тех пор вымерли. В отрыве от эволюционного контекста эти особенности выглядят как необъяснимые энергетические вложения со стороны живого организма, которые не несут ему видимой выгоды и в отдельных случаях наносят ущерб продолжающемуся воспроизводству видов.
Термин «эволюционный анахронизм» был введён Конни К. Барлоу в книге «Призраки эволюции» (2000)
для обозначения концепции, которая была сформулирована ботаником Дэниэлем Дженсеном из Коста-Рики и геологом из Аризонского университета Полом Мартином (сторонник гипотезы о массовом вымирании четвертичного периода) в статье Science, опубликованной в 1982 г. под названием «Неотропические анахронизмы: плоды, которыми питались гомфотеры». Ранее, в 1977 году, Стэнли Темпл предложил аналогичную идею для объяснения упадка маврикийского эндемичного дерева Sideroxylon grandiflorum после исчезновения легендарного додо.
Дженсен, Мартин и Барлоу в основном обсуждали эволюционные анахронизмы в контексте распространения семян и стратегий пассивной защиты, проявляемые растениями, которые развивались вместе с исчезнувшими мегатравоядными животными. Однако некоторые примеры были описаны и у видов животных. Джон Байерс использовал название реликтовое поведение для примеров поведения животных.
Эволюционные анахронизмы не следует путать с примерами рудиментарности. Хотя обе концепции в конечном итоге относятся к органам, которые эволюционировали для того, чтобы справляться с нагрузками, которых сегодня больше нет, в случае анахронизмов первоначальная функция органа и способность организма использовать его остаются неизменными. Например, отсутствие гомфотеров, поедающих авокадо, не делает мякоть авокадо остаточной, рудиментарной или неспособной выполнять свою первоначальную функцию распространения семян, если появляется новый подходящий экологический партнер. По-настоящему рудиментарный орган, такой как тазовые шпоры питона, не может быть использован для того, чтобы снова ходить.

## Синдром мегафаунового распространения
Синдром рассеивания семян — это совокупность признаков плодов, которые позволяют растениям распространять семена. Плоды, которые привлекают птиц, обычно маленькие, с тонкой защитной кожицей, а цвета — красные, темно-синие или пурпурные. Фрукты, классифицируемые как распространяемые млекопитающими, значительно больше, чем плоды распространяемые птицами. Они обладают жесткой кожурой или шелухой, при созревании издают сильный запах, но сохраняют тусклую окраску коричневого, блестящего желтого, оранжевого или остаются зелеными, потому что большинство млекопитающих имеют сильное обоняние, но плохое цветовое зрение в целом, приматы — наиболее заметное исключение. Синдром распространения мегафауны относится к тем признакам плодов, которые эволюционировали для привлечения мегафауны (животных, которые весят или весили более 44 килограммов) в качестве первичных агентов распространения. После вымирания в голоцене крупные травоядные животные вымерли за пределами Африки и, в меньшей степени, Азии, в результате чего эти плоды остались без подходящего механизма распространения в отсутствие сельского хозяйства.

### Общие черты распространения мегафауной

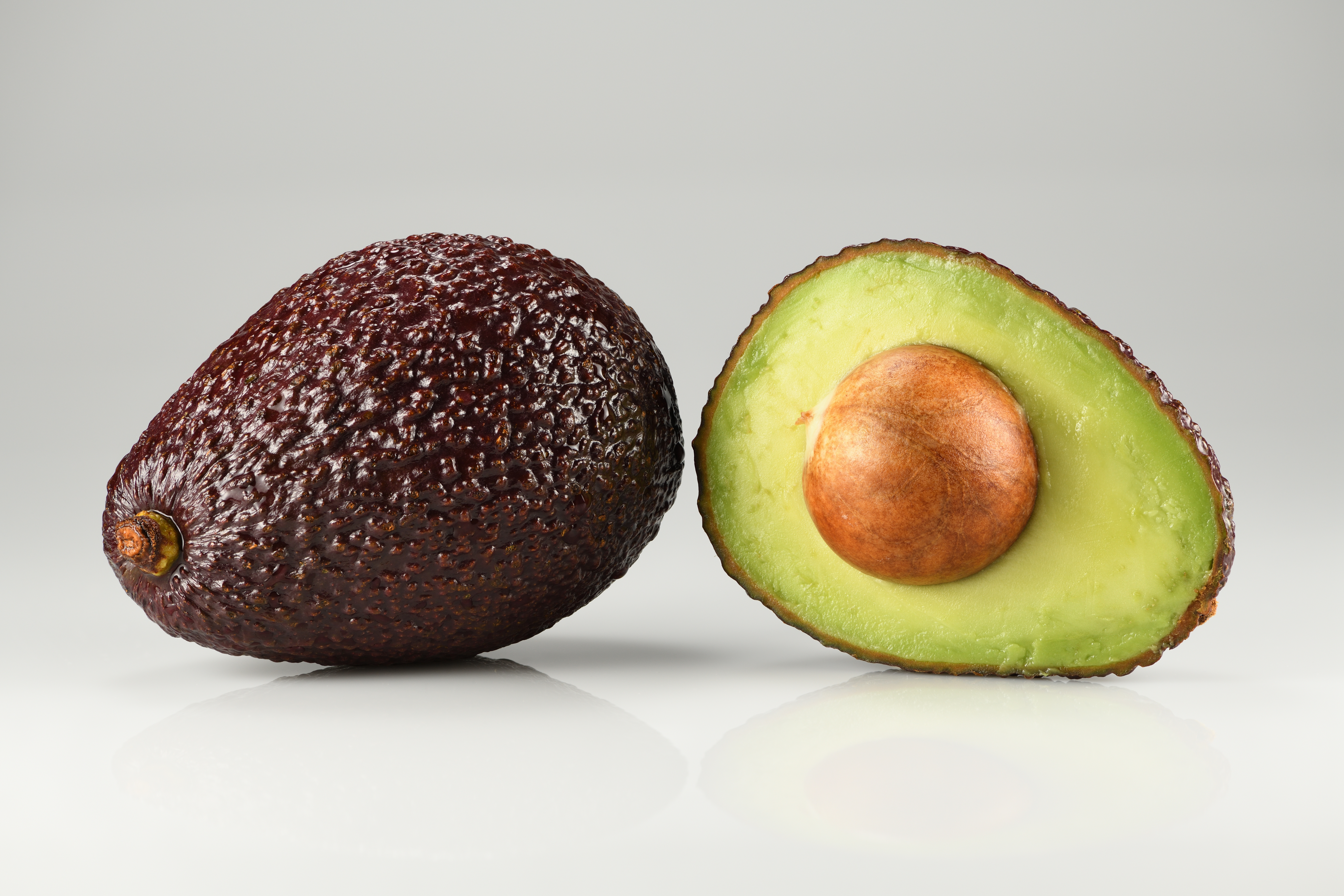
Авокадо — исключительно жирные фрукты, семена которых слишком велики, чтобы их могло успешно распространить какое-либо дикое животное, живущее в настоящее время в Америке.

- Крупные плоды, лучше всего подходят для употребления в пищу крупными животными без потери семян.
- Плоды растут на стволе или рядом с ним, либо на толстых ветвях.
- Нераскрывающиеся плоды, сохраняющие семена при созревании.
- Семена удерживают или избегают измельчения зубами, поскольку имеют толстый, жесткий или твердый эндокарпий; или горькие, острые или вызывающие тошноту токсины. Их также трудно отделить от мякоти, которая вкусная и мягкая, чтобы предотвратить выплевывание семян.
- Семена выигрывают от — или даже требуют — физического или химического истирания, чтобы прорасти.
- В тропиках плоды падают на землю или непосредственно перед созреванием, останавливая обезьян от их поедания. В более холодном климате плоды остаются на ветке в течение длительного времени, защищая их от хищничества со стороны неэффективных распространителей семян, таких как грызуны.
- «Выглядит, ощущается, пахнет и имеет вкус», как и другие фрукты, которые, как известно, распространяются мегафауной там, где она все еще существует.[1]

### Экологические симптомы распространения семян через вымерших экологических партнеров

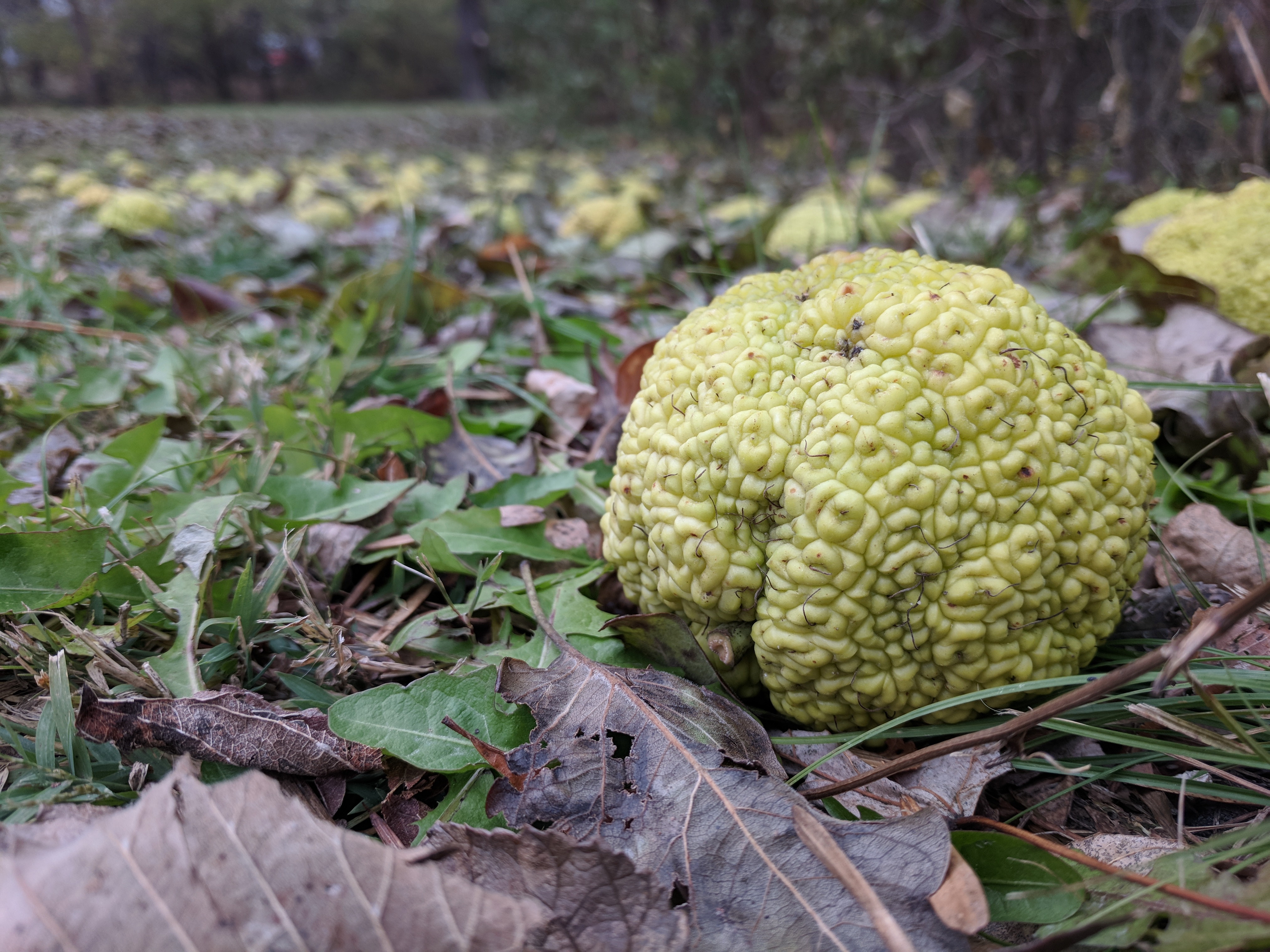
Маклюра оранжевая (Maclura pomifera) остался гнить на земле в Айове

- Плод либо гниёт в месте падения, либо неэффективно распространяется через текущих экологических партнеров.
- Растение более широко распространено в ареалах обитания лошадей и крупного рогатого скота (проксимегафауна).
- Семена прорастают и хорошо растут в горных местностях, где они были посажены, но этот вид почти исключительно населяет поймы (где потоки воды разносят семена) в дикой природе.
- Географический ареал необъяснимо пятнистый или ограниченный.[1]

## Предлагаемые примеры в растениях

### Афротропическое царство

Область распространения Афротропического биогеографического царства

| Пример             | Научное наименование     | Ареал распространения                          | Описание анахронизма | Предполагаемые вымершие партнеры по коэволюции |
| ------------------ | ------------------------ | ---------------------------------------------- | --- | --- |
| Баланитес          | Balanites wilsoniana     | Западная и Центральная Африка                  | Описывается как «анахронизм в процессе становления», когда распространение семян крайне ограничено или даже не зарегистрировано в районах, где были истреблены слоны. Известно, что по крайней мере в одном лесу в Кении вообще отсутствуют саженцы и молодые баланитесы, причем все присутствующие деревья старше, чем местное вымирание слонов. | Лесной слон Саванный слон |
| Сейшельская пальма | Lodoicea maldivica       | Острова Праслен и Кюрьёз (Сейшельские Острова) | Плод весит более 20 кг и содержит самые большие семена в мире. Ни одно из известных животных не ест плоды, а уцелевшие деревья, по-видимому, являются результатом вегетативного размножения. Зрелые плоды не плавают и не погибают под воздействием морской воды, в отличие от настоящих кокосов. Считается, что этот вид не расселился по воде, а развился локально на Сейшельских островах после того, как они откололись от Индостанской плиты 66 миллионов лет назад. | |
|                    | Mimusops petiolaris      | Маврикий                                       | В упадке из-за отсутствия животных, удаляющих его мякоть. В результате плод заселяется гифами грибов, а семена гниют, не прорастая. Маврикийская летучая лисица употребляет плоды лишь спорадически, не проглатывая семена. | |
| Дерево додо        | Sideroxylon grandiflorum | Маврикий                                       | Плоды размером с персик, цвет созревающих от зеленого до коричневого, намного крупнее, чем его родственники, присутствующие на острове, и которые едят летающие птицы. На самом деле семя слишком велико, чтобы его могли проглотить летающие птицы, а привезенные свиньи и обезьяны скорее разрушают семена, чем распространяют их. Tambalacoque эволюционировал локально от более мелкосемянных видов рода Calvaria, который встречается в Африке и на Мадагаскаре. Стэнли Темпл сообщил в 1977 году, что осталось только 13 деревьев, всем им более трехсот лет, и что семена вообще не могли прорасти, не будучи сначала проглоченными и истертыми. Однако с тех пор эти утверждения были опровергнуты. | Темпл предположил, что tambalacoque имел строгие мутуалистические отношения с дронтом, вымершим примерно с 1662 года. Критики Темпла предположили, что семена были первоначально распространены гигантской черепахой, и что tambalacoque мог даже произойти от семян, содержащихся в черепахе, дрейфующей с Мадагаскара, поскольку черепахи обладают плавучестью и легко колонизируют острова. На Галапагосских островах употребление в пищу гигантскими черепахами снижает период покоя семян дикого томата Галапагосских островов Solanum galapagense. Два вида гигантских черепах первоначально присутствовали на Маврикии и вымерли примерно в одно и то же время: Cylindraspis triserrata и Cylindraspis inepta. Однако семена tambalacoque имеют более твердую оболочку, чем семена, которые обычно едят черепахи, у которых отсутствует желудок; в конце концов, это могло означать мутуалистические отношения с птицей, а дронт был единственной птицей, достаточно большой, чтобы проглотить семена. В любом случае позже было обнаружено, что прорастанию способствует не проглатывание и истирание семян, а удаление мякоти. Как и в случае с Mimusops, плод, который остается целым, заселяется грибами, и его семена гниют. Маврикийский чубатый попугай тоже был крупной птицей, хотя и летающей, и имел еще более мощный клюв, чем у дронта. Считается, что маврикийский гигантский сцинк был всеядным. Пальмовый вор существовал ранее на Маврикии, но с тех пор исчез с острова. |

#### Мадагаскар
| Пример                            | Научное наименование                                                                      | Ареал распространения                      | Описание анахронизма | Предполагаемые вымершие партнеры по коэволюции                                                                                             |
| --------------------------------- | ----------------------------------------------------------------------------------------- | ------------------------------------------ | --- | --- |
|                                   | Alluaudia spp.                                                                            | Юго-Западный Мадагаскар                    | Стебли с сильными шипами, по-видимому, для защиты от лазящих лемуров, но лемуры — редкость в их ареале распространения. Единственный известный живой потребитель — это кошачий лемур. | Изотопное тестирование показало, что вымершие обезьяньи лемуры родов Mesopropithecus и Hadropithecus, вероятно, питались этими растениями. |
| Боросовидные и арековидные пальмы | Borassus spp. Hyphaene spp. Bismarckia spp. Satranala spp. Orania spp. Lemurophoenix spp. | Мадагаскар                                 | Крупносемянные пальмы. Их родственников за пределами Мадагаскара расселяют слоны, летучие мыши, орангутаны, бабуины, обезьяны-капуцины, пекари и тапиры. | Эпиорнисы |
|                                   | Canarium paniculatum                                                                      | Маврикий                                   | Твердые семена и мясистая мякоть. Хотя распространен в высокой лесной растительности, он имеет низкую скорость восстановления. | |
|                                   | Commiphora guillaminii                                                                    | Западный Мадагаскар                        | Эндозоохористое сухое лесное дерево с высокой генетической изменчивостью среди субпопуляций в локальном масштабе, но схожая генетическая дифференциация между популяциями в региональном масштабе, как и родственники в Южной Африке, предполагает, что расстояние распространения сократилось в недавнем прошлом.                                                                                          | Субфоссильные лемуры |
| Dilobeia                          | Dilobeia tenuinervis D. thouarsii                                                         | Восточный Мадагаскар                       | Плод с одним семенем размером 3-4 см на 2-2,5 см, слишком большой, чтобы его могло распространить какое-либо существующее животное на Мадагаскаре. | |
| Гигантский баобаб Баобаб Суареса  | Adansonia grandidieri A. suarezensis                                                      | Мадагаскар                                 | Плод с хрупким околоплодником, вкусной и питательной мякотью и семенами с жесткой толстой оболочкой, явно приспособленные для распространения среди животных, но не имеющие какого-либо известного распространителя. Родственники в континентальной Африке распространяются слонами и бабуинами. Очень ограниченное географическое распространение.                                                         | Археолемуры, полуназемные лемуры, похожие на бабуина, вымершие со времен Средневековья Pachylemur                                          |
| Малагасийский пандан              | Pandanus utilis                                                                           | Мадагаскар, Маврикий и Сейшельские острова | Семена разного размера, самые крупные из них подходят для употребления в пищу лемурами, немного крупнее, чем у современных видов. Твёрдая кожура. | |
| Малагасийские ветвящиеся растения | Несколько неродственных видов                                                             | Мадагаскар                                 | Растения, сходные с ветвящимися растениями Новой Зеландии, приспособлены к сопротивлению прохода крупных птиц, а не как их континентальные африканские родственники, у которых есть защита от копытных. | Эпиорнисы |
| Орех рами                         | Canarium madagascariense                                                                  | Мадагаскар                                 | Плоды 6-7 см длиной и 4-5 см шириной, с плотной мякотью и одним семенем 4 см длиной и 2 см шириной. Мякоть едят айе-айе, но редко целиком, и они могут насытиться, не удаляя всю плоть от семени, что указывает на то, что они не предназначены для распространения. Его азиатские родственники распространяются большими попугаями и птицами-носорогами.                                                   | Эпиорнисы Pachylemur, близкий родственник ныне живущих лемуров вари, но более крупный и крепкий.                                           |
| Дерево путешественника            | Ravenala madagascariensis                                                                 | Мадагаскар                                 | Растения часто разрастаются и даже образуют монокультуры в деградированных районах, благодаря их эффективному вегетативному размножению. Твердые, длиной в один сантиметр семена, не приспособленные для распространения ветром или водой, окружены пахучим светло-голубым присемянником. Единственные жизнеспособные семена были обнаружены в помёте лемура вари, самого крупного из ныне живущих лемуров. | Pachylemur |

### Австралийское царство

Область распространения Австралийского биогеографического царства

| Пример                | Научное наименование               | Ареал распространения                                                      | Описание анахронизма | Предполагаемые вымершие партнеры по коэволюции    |
| --------------------- | ---------------------------------- | -------------------------------------------------------------------------- | --- | ------------------------------------------------- |
|                       | Acacia pickardii A. carneorum      | Центральная Австралия                                                      | Вымирающие колючие растения с крайне неоднородными популяциями. Оба имеют низкую регенерацию семян и размножаются в основном вегетативно. |                                                   |
|                       | Acacia ramulosa                    | Центральная Австралия                                                      | В отличие от родственных видов, семена слишком велики, чтобы их могли разнести муравьи, а низкое соотношение энергии и воды делает их непривлекательными для птиц. Крупные бобы можно найти прямо под кустом, в изобилии и в нераскрытом виде, через несколько месяцев после окончания сезона плодоношения. Защитные колючки также распространены, несмотря на то, что потребление листьев акации живыми сумчатыми, как правило, встречается редко. |                                                   |
|                       | Macrozamia spp.                    | Австралия                                                                  | Плохое распространение семян, несмотря на ярко-красный мясистый покров. Кузу едят мякоть, но редко переносят семена. Многие плоды падают на землю и начинают гнить. | Genyornis newtoni                                 |
| Кустовой помидор      | Solanum spp.                       | Австралия                                                                  | Несколько видов с различным количеством защитных шипов на ветвях. Поразительно, но самые колючие виды обитают в австралийской пустыне, где травоядные сумчатые встречаются крайне редко. |                                                   |
|                       | Endiandra floydii                  | Граница Квинсленда и Нового Южного Уэльса                                  | Редкие виды тропических лесов с массивным семенем в плоде | Казуары                                           |
| Кипарис-сосна         | Callitris spp.                     | Австралия                                                                  | Ископаемые пыльцевые записи показывают большое обилие этого вида 50 000 лет назад (после исчезновения мегафауны) по сравнению с 100 000 лет назад, несмотря на то, что климат был похож и в отличие от других видов деревьев, количество которых сократилось. | Есть прямые свидетельства хищничества Дипротодона |
|                       | Dacrydium guillauminii             | Новая Каледония (Голоцен)                                                  | В настоящее время он находится под угрозой исчезновения и ограничен Новой Каледонией, но пыльцевые записи показывают, что он также присутствовал в Австралии до последнего ледникового максимума. В основном он встречается на окраинах ручьев, а семена разносятся крупными птицами. | Вымершие нелетающие птицы                         |
| Пустынный лайм        | Citrus glauca                      | Восточная и Южная Австралия                                                | Защитные колючки длиной до семи сантиметров. | Гигантские сумчатые                               |
|                       | Syzygium moorei                    | Маунт-Уорнинг, Новый Южный Уэльс                                           | Крупные плоды и очень малое распространение. | Казуары                                           |
| Волосатый орех        | Endiandra pubens                   | Новый Южный Уэльс и Квинсленд                                              | Массивные красные плоды по сравнению с другими плодами тропических лесов | Казуары                                           |
| Идиоспермум           | Idiospermum australiense           | Низины Дейнтри, Белленден-Кер и Бартл-Фрир в тропиках Северного Квинсленда | Самые большие семена по сравнению с любым растением в Австралии (225 граммов), которые лишь время от времени распространяются под действием силы тяжести и воды. В результате его ареал чрезвычайно узок и в значительной степени ограничен низменными возвышенностями и окраинами ручьев. Однако эксперименты по перемещению показали, что этот вид легко прорастает в высокогорных тропических лесах. Семена питательны, но содержат токсины, которые делают их очень ядовитыми для мелких млекопитающих. У плода нет мякоти, но семена легко разделяются на семядоли, каждая из которых дает разные ростки. Отсутствующее в настоящее время млекопитающее с большой челюстью могло бы питаться семенами и разнести некоторые из проростков в гору, если бы они выпали из его рта во время жевания семян. | Дипротодоны                                       |
|                       | Syzygium suborbiculare             | Северная Австралия и Папуа — Новая Гвинея                                  | Вкусные, красные, размером с яблоко плоды, заключающие в себе большие круглые семена, без каких-либо животных в их родном ареале, употребляющих их в пищу. | Genyornis newtoni                                 |
| Флиндерсия            | Flindersia dissosperma F. maculosa | Внутренняя Австралия                                                       | Несколько защитных мер против больших травоядных, включая широкий, раздельный угол ветвления, жесткие и колючие кончики веточек, а также маленькие листья, широко разделенные вдоль веточек. Защитные приспособления исчезают, когда растение достигает четырех метров, что намного выше досягаемости крупнейших местных травоядных — болотных и скальных валлаби. | Травоядные нелетающие птицы                       |
|                       | Acacia atrox                       | Тамуэрт                                                                    | Колючие виды встречаются только в двух насаждениях. Низкая регенерация семян и в основном вегетативное размножение. |                                                   |
|                       | Capparis loranthifolia             | Австралия                                                                  | [ 12 ] |                                                   |
|                       | Terminalia arostrata               | Западная Австралия, Северная территория и Квинсленд                        | Защита от травоядных исчезает на высоте около четырех метров, как и в случае разветвленной модели роста. | Травоядные нелетающие птицы                       |
|                       | Oldenlandia gibsonii               | Гладстон                                                                   | Колючий и разделённый кустарник, также единственный древесный представитель своего рода в Австралии. | Травоядная мегафауна                              |
| Омфалея               | Omphalea queenslandiae             | Квинсленд                                                                  | Плоды шириной 12,5 см похожи на африканские и азиатские плоды, распространяемые слонами. | Гигантские сумчатые                               |
| Хакея                 | Hakea spp.                         | Австралия                                                                  | Колючие листья, которые не едят ни одно живое млекопитающее. По крайней мере, один вид (H. eyreana) имеет замаскированные цветы, несмотря на то, что ни одно живущее животное не ест его. | Дроморнитиды                                      |
| Розовое дерево        | Alectryon oleifolius               | Австралия                                                                  | Деревья, растущие полукруглыми насаждениями, прорастали вокруг древних систем нор, возможно, в почве, когда-то покрытой навозом копающей мегафауны. | Гигантские крысы-кенгуру Phascolonus              |
| Кустарниковая гуава   | Siphonodon australis               | Северо-восточная Австралия                                                 | Большой мускусный фрукт. | Дипротодоны                                       |
| Южное железное дерево | Acacia estrophiolata               | Центральная Австралия                                                      | Сложно разветвленные и спутанные с мелкими филлодиями на уровне кустов; прямостоячие, с длинными отвесными филлодиями на уровне деревьев. |                                                   |
|                       | Acanthocladium dockeri             | Лаура, Южная Австралия                                                     | Древесный, колючий травянистый вид с родственниками, которые не являются ни древесными, ни колючими. Считалось вымершим до 1992 года, когда было обнаружено несколько клональных популяций. | Травоядная мегафауна                              |
|                       | Lepidium archersonii               | Восточная и Западная Австралия                                             | Древесный, колючий травянистый вид с родственниками, которые не являются ни древесными, ни колючими. Осталось лишь несколько широко разбросанных популяций. | Травоядная мегафауна                              |
|                       | Mammea touriga                     | Тропический Квинсленд                                                      | Крупноплодное растение с ограниченным ареалом. Близкий родственник, M. africana, распространяется слонами в Конго. | Гигантские сумчатые                               |
|                       | Calamus radicalis                  | Тропический лес Дейнтри                                                    | Защитные шипы. | Гигантские сумчатые                               |
|                       | Acacia peuce                       | Окраины пустыни Симпсона                                                   | Три антитравоядные реакции в зависимости от высоты: на уровне травы растение мягкое, но имеет сильный запах, похожий на несвежую мочу, и вызывает головную боль у человека; на уровне кустарника растение густо разветвлено и имеет жесткие, резко заостренные и достигающие наружу филлодии; и на уровне дерева (начиная от двух до трёх метров) растение растет вертикально, с мягкими филлодиями, и сбрасывает все жесткие приспособления. Однако самое большое млекопитающее в этом районе, рыжий кенгуру, редко достигает двух метров и является травоядным, а не листоядным. Есть только три обособленных популяции, но генетическое тестирование показывает, что каждая из них очень разнообразна и похожа по своему генетическому составу на другие, что указывает на то, что они являются недавними остатками более крупного ареала. Регенерация семян низкая, и вид размножается в основном вегетативно. Густые филлодии кустарниковой стадии делают его очень уязвимым для пожаров, что может быть еще одной причиной его упадка, поскольку после исчезновения мегафауны участились лесные пожары. | Травоядная мегафауна                              |
|                       | Endiandra compressa                | Восточная Австралия                                                        | Северные популяции широко распространены и рассеяны казуарами; южная популяция ограничена берегами ручьев. | Карликовые казуары                                |
| Дикий апельсин        | Capparis mitchellii                | Австралия                                                                  | Крупные круглые плоды тусклого цвета и с манящим ароматом, типичные для фруктов, употребляемых в пищу млекопитающими. Также присутствуют крючковатые шипы. | Дипротодоны                                       |
|                       | Capparis canescens                 | Северо-восточная Австралия                                                 | [ 12 ] |                                                   |

#### Новая Зеландия
| Пример                             | Научное наименование          | Ареал распространения                 | Описание анахронизма | Предполагаемые вымершие партнеры по коэволюции |
| ---------------------------------- | ----------------------------- | ------------------------------------- | --- | --- |
| Ветвящиеся растения Новой Зеландии | 54 неродственных вида         | Новая Зеландия                        | 10 % новозеландских растений имеют разветвленную структуру роста (то есть они растут в зарослях), что намного больше, чем где-либо в мире. Подобно шипам, разветвленный рисунок роста снижает активность больших травоядных, но он более эффективен против птиц, а шипы более эффективны против млекопитающих. Тем не менее, единственные крупные травоядные в Новой Зеландии сегодня представлены оленями. Эти защитные приспособления исчезают самое большее на высоте трех метров над землей. | Моа — в частности, более крупные виды, которые были идентифицированы как браузеры по их сохранившемуся содержимому желудка. Самый крупный вид, гигантский моа Южного острова, соответствует высоте, на которой исчезают защитные приспособления растений. |
| Коринокарпус гладкий               | Corynocarpus laevigatus       | Новая Зеландия, включая острова Чатем | Плоды с типичными признаками синдрома распространения ящерицами, как и большинство растений Новой Зеландии, но слишком большие, чтобы их могло проглотить какое-либо дикое животное на островах. | Новозеландский kawekaweau был вторым по величине гекконом в мире после гигантского дневного геккона (также вымершего). Последний раз его наблюдали в 1870 году.                                                                                           |
| Кочковатые травы                   | Несколько неродственных видов | Новая Зеландия                        | [ 1 ] | Моа |

### Индомалайское царство

Область распространения Индомалайского биогеографического царства

| Пример    | Научное наименование | Ареал распространения                                         | Описание анахронизма | Предполагаемые вымершие партнеры по коэволюции |
| --------- | -------------------- | ------------------------------------------------------------- | --- | --- |
| Гинкго    | Ginkgo biloba        | Китай (Голоцен) Северное полушарие (Юрские родственные формы) | Чрезвычайно живое ископаемое, этот же род существовал уже в юрском периоде, и этот вид может восходить к среднему меловому периоду. Гинкго были широко распространены в Северном полушарии до палеоцена, выжили в Северной Америке до конца миоцена, а в Европе и Японии — до плейстоцена. Семена защищены оболочкой, слишком хрупкой, чтобы отпугнуть млекопитающих, поскольку они способны жевать, но мякоть ядовита для плодоядных животных (включая человека). Краснобрюхие белки (в Китае) и каролинские белки (в парках и плантациях Северной Америки), как известно, извлекают семена из мякоти и хранят их, но являются лишь вторичными распространителями. Упавшие диаспоры пахнут гнилой плотью после нескольких дней на земле, привлекая хищников, таких как гималайская цивета, бенгальская кошка и енотовидная собака, которые едят их целиком; однако их маркировка своей территории через дефекацию также ограничивает их способность распространять семена. В настоящее время этот вид полностью опыляется ветром, но химический профиль его опыления снижается, как у опыляемого насекомыми-опылителями или смешанного ветром и насекомыми-опылителями Gnetophyta | Белкоподобные многобугорчатые, особенно Ptilodus Маленькие падальщики-динозавры жили на земле и не имели более мощного жевательного аппарата и желудочных камней вегетарианских видов Несколько вымерших линий насекомых-опылителей известны от среднего юрского до раннего мелового периода до того, как появились современные цветы. Большинство из них — скорпионницы (Mecoptera), в том числе Juracimbrophlebia, форма которых имитирует листья гинкго. Необычный характер роста ствола и корней мог развиться в пре-покрытосемянном мире, где главными конкурентами гинкго были древовидные папоротники, саговники и беннеттитовые. |
| Plum-Yew  | Cephalotaxus spp.    | Восточная Азия                                                | Голосеменные широко распространены в Северном полушарии в третичном периоде. | Многобугорчатые |
| Раффлезия | Rafflesia spp.       | Юго-Восточная Азия                                            | От 14 до 28 видов раздельнополых паразитических растений без видимых стеблей, ветвей или листьев, но дающих огромные красные цветы с зловонным запахом падали. Запах привлекает мух, но они плохие опылители. Плоды — гигантские ягоды длиной около 14 сантиметров, с древесной загадочной оболочкой; и гладкой, маслянистой мякотью, которая пахнет и имеет вкус спелого (или гнилого) кокоса. Единственные наблюдаемые распространители — это мелкие грызуны и тупайи, которые поедают часть мякоти, а иногда и семена. Большинство видов находятся под угрозой исчезновения и имеют разобщенные и крайне ограниченные ареалы. | Первоначальными основными опылителями могли быть навозные жуки или жуки-падальщики, которые стали реже по мере сокращения мегафауны. Азиатский слон, яванский носорог и суматранский носорог — все они обитали, но больше не присутствуют в ареале Раффлезии и, возможно, были ее предполагаемыми распространителями семян. |

### Неарктическая область

Область распространения Неарктического биогеографического царства

| Пример                       | Научное наименование                  | Ареал распространения                                    | Описание анахронизма | Предполагаемые вымершие партнеры по коэволюции |
| ---------------------------- | ------------------------------------- | -------------------------------------------------------- | --- | --- |
| Хурма виргинская             | Diospyros virginiana                  | Юго-Восток США                                           | Семена трудно отделить от мякоти, как у его родственников из Старого Света, и они очень токсичны, если не проглотить их целиком. Серые лисы, еноты и американские черные медведи — хорошо известные распространители семян, но они были менее многочисленны до того, как их естественные хищники и конкуренты, такие как серые волки, пумы и гризли, были истреблены людьми, и они, как правило, испражнялись в определенных местах, чтобы отметить свою территорию, ограничивая свой потенциал распространения. Виргинские опоссумы едят мякоть, но никогда не глотают семена. Плоды съедобны в течение месяца, прежде чем они упадут с дерева, и остаются таковыми в течение нескольких месяцев после этого. | Американские мастодонты |
| Тыква вонючая                | Cucurbita foetidissima                | Юго-Восток США и Мексика                                 | Родственник тыквы с плодами размером с апельсин, который часто гниет и сохнет на земле рядом с растением, в то время как плоды следующего года уже созревают. Растение хорошо растет на засушливых возвышенностях, но чаще встречается в поймах рек, где внезапные наводнения приводят к случайному расселению до такой степени, что гидрохория когда-то была предложена в качестве основного синдрома распространения вонючей тыквы, но с тех пор от нее отказались. Высокая концентрация кукурбитацина в его мякоти и, в меньшей степени, в семенах делает его горьким для большинства животных. Домашний скот и ослы едят его редко и в основном в крайнем случае. Если его съела корова, коровье молоко станет горьким для человека, и смертельно для овец и крупного рогатого скота, если его съесть в достаточном большом количестве. В Африке и Азии такие горькие плоды чаще всего едят крупнейшие мегатравоядные животные — слоны и носороги. Его распространение также крайне неоднородно. | Хоботные Американские лошади Токсодоны Верблюдовыеs Hesperotestudo |
| Дурнишник                    | Xanthium spp.                         | Америка и Восточная Азия                                 | Один из самых известных примеров зоохории, которая не включает в себя употребление фруктов (например, прямое прикрепление с помощью липучки). В Нью-Мексико, колючки, каждая из которых содержит по два семени, прилипают к конскому меху с таким упорством, что остаются там до тех пор, пока их не уберут люди или мех не будет сброшен. Однако колючки не прилипают к меху самых крупных диких копытных в этой местности — оленей. | |
| Ларрея трёхзубчатая          | Larrea tridentata                     | Западная часть США и Мексика                             | Одно из растений, которое охотно употребляли в пищу животные Верблюжьего корпуса США, экспериментального подразделения кавалерии США, действовавшего в 19 веке в Техасе и Калифорнии. | Западные верблюды |
| Аралия колючая               | Aralia spinosa                        | Юго-Восток США                                           | Защитные шипы появляются на определенной высоте, но не выше и не ниже. Однако эта высота находится значительно выше, чем у самого высокого в настоящее время травоядного в этом районе белохвостого оленя. | Мамонт Колумба Гигантские ленивцы |
|                              | Torreya taxifolia                     | Апалачикола                                              | Исторически сводится к реке Апалачикола на севере Флориды, которая во время ледниковых периодов служила убежищем для многих деревьев умеренного климата. В отличие от других видов, флоридский мускатный орех не распространился на север снова, когда климат стал теплее в голоцене, и последовавшие за ним болезни уничтожили все деревья, начиная с 1950-х годов. Этот вид выживает в основном за счет бесполого размножения, воспроизводя новые деревья из уцелевших корней, и, по оценкам, он вымрет, когда у корней закончатся запасы примерно через 50 лет. Тем не менее, деревья, завезенные в более холодные горные районы Северной Каролины, хорошо себя чувствуют и не болеют, что позволяет предположить, что этот вид лучше приспособлен к климату, существующему в настоящее время там, чем в его плейстоценовом убежище. | Флоридский мускатный орех мог зависеть от неизвестного крупного млекопитающего для распространения семян на большие расстояния, которые вымерли еще до окончания ледникового периода. Известно, что существующие ныне белки обеспечивают некоторое распространение, но этого было достаточно только для обеспечения выживания вида до недавнего времени, а не его повторного распространения после того, как ледники отступили на север. Поскольку род Torreya восходит к эоцену, было высказано предположение, что многобугорчатые, похожие на белки, разносили семена до того, как появились белки. |
| Боярышник                    | Crataegus spp.                        | Умеренное Северное полушарие                             | Длинные, широко расставленные и недостаточно густые шипы, лучше отвлекают от крупных африканских травоядных, таких как носороги и куду, чем местные белохвостые олени с узкой мордой. | Гигантские ленивцы Американские мастодонты |
| Гледичия трёхколючковая      | Gleditsia triacanthos                 | Бассейн реки Миссисипи                                   | Устойчивые к погодным условиям плоды (стручки), которые остаются на дереве или земле из года в год, слишком велики, чтобы их могло съесть какое-либо дикое животное в этом районе, но семена нуждаются в истирании, чтобы прорасти. Лошади игнорируют фрукты, но иногда их едят ослы и мулы. Также присутствуют большие защитные шипы, иногда до 20 см длиной, обычно располагающиеся высоко над землей. | Мамонт Колумба Американские мастодонты Американские лошади Гигантские ленивцы Бронтотерии Индрикотерии Альтикамелус |
| Юкка коротколистная          | Yucca brevifolia                      | Мохаве                                                   | Плоды гораздо крупнее, чем у родственных видов, распространяемых птицами и плодоядными летучими мышами, что является значительным вкладом в пустыню. В пустыне Мохаве нет летучих мышей, питающихся фруктами, а птицы едят паразитических насекомых, обитающих в плоде дерева юкка, но не сами плоды. Среди грызунов суслики поедают семена, но только время от времени, а лесные хомяки едят плоды как на дереве, так и на земле, но избегают семян, оставляя их на месте и не выступая в качестве распространителей семян. Плоды полностью съедают как крупнейшие дикие млекопитающие в этом районе (чернохвостый олень и толсторог), так и виды домашнего скота, включая лошадей, ослов и крупный рогатый скот, но взрослые деревья настолько высоки, что они могут есть фрукты только с земли или с нижних ветвей, оставляя без объяснения многочисленные колючки на остальной части растения. Плод может расти на высоте трех метров над землей. | Западные верблюды были на 20 % крупнее современного дромадера, что позволяло ему есть листья на высоте до 4 метров. Хотя дромадеры плохо проглатывают целые семена и, как следствие, очень избирательно едят и плохо распространяют семена, у западных верблюдов все могло быть иначе из-за их большего размера. Однако известный ископаемый навоз западных верблюдов содержит только тщательно пережеванные остатки растений, как у современных верблюдов. Американский мастодонт, мамонт Колумба и гомфотерий жили в пределах современного ареала юкки коротколистной и могли дотянуться даже до самых высоких его ветвей. Как и современные слоны, они, как полагают, имели неэффективную пищеварительную систему, что делало их одновременно прожорливыми едоками и идеальными распространителями семян. Наземный ленивец Шаста был распространен в западной части Северной Америки во время плейстоцена и был определен как основной едок юкки судя по её ископаемым фекалиям, которые обычно встречаются в пещерах пустыни. Однако он был всего лишь размером с американского черного медведя и был бы ограничен поеданием только плодов юкки коротколистной с нижних ветвей или уже лежащих на земле. Вероятно, он питался более мелкими видами юкки. |
| Цилиндропунция сверкающая    | Cylindropuntia fulgida                | Аризона и Сонора                                         | Защитные шипы имеют обратные зубцы, которые прикрепляются к проходящим животным, а стебли легко отделяются. Части стебля некоторое время переносятся, пока они не упадут на землю и не вырастут в новое растение. Плод также поедается многими пустынными животными, но он растет выше их досягаемости так же часто, как и ниже. Плоды, которые растут на более высоких ветвях, могут оставаться на месте в течение нескольких месяцев после созревания. Он падает после высыхания, когда уже не является привлекательным для потенциальных распространителей семян. | Западные верблюды Нотротериопсы Гомфотериевые |
| Гимнокладус двудомный        | Gymnocladus dioicus                   | Средний Запад                                            | Большая площадь распространения, но очень низкая плотность во всем ареале. Как и тыква вонючая, она чаще встречается в поймах рек, хотя без проблем растет на возвышенностях. Семена являются самыми крупными из всех видов обитающих в Соединённых Штатах, но их не собирают грызуны, потому что они не могут сломать прочные стенки стручка. Чтобы прорасти им необходимо пройти через истирание в желудке. Мякоть очень сладкая и слегка горькая, по вкусу похожа на гледичию, но также ядовита как для домашнего скота, так и для людей из-за высокого содержания сапонинов и алкалоидов (тем не менее, исторически она использовалась в качестве заменителя кофе в районе Кентукки, отсюда и название, потому что токсины уничтожаются в процессе обжарки). Семена более ядовиты, чем мякоть, и часто большое количество упавших стручков и не проросших семян прошлых лет можно найти на земле вокруг дерева, затоптанными и гнилыми. Семена погибают, если их вовремя не удалить из стручка. Аналогичные родственные виды в Африке расселяются слонами. | Американские мастодонты |
| Мескитовое дерево            | Prosopis spp.                         | Техас                                                    | Сладкие и питательные стручки съедобны для людей и домашнего скота. Лошади и крупный рогатый скот действуют как распространители, а также истирают стенки семян, помогая им прорасти; лисы и койоты едят стручки и рассеивают семена, но не истирают их. В результате после европейской колонизации ареал мескита начал расширяться. Остальная часть растения, однако, покрыта шипами и ядовита для домашнего скота, что делает его непопулярным среди фермеров. Мескит также ограничивает рост травы и способствует появлению нопалей, и когда он вырастает до размера дерева, его очень трудно искоренить, потому что он вырастает обратно из корня после того, как его сбили (в настоящее время это возможно только с помощью тракторов). | Западные верблюды. Один из видов, которых ищут животные Верблюжьего корпуса США, игнорируя при этом травы. Наряду с их устойчивостью к засухе, это делает разведение верблюдов жизнеспособной (хотя и неисследованной) альтернативой разведению лошадей и крупного рогатого скота в Мескитале. Гомфотерии были достаточно большими, чтобы поражать взрослые деревья, как делают это слоны в Африке, и могли питаться мескитовыми стручками и опунциями в течение соответствующих сезонов плодоношения. |
| Нопаль                       | Opuntia ficus-indica                  | Центральная Мексика                                      | Защитные шипы на высоте, намного превышающей диапазон текущих листоядных животных. Верблюды и другой домашний скот разносят семена. | Западные верблюды Гомфотерии |
| Маклюра оранжевая            | Maclura pomifera                      | Восточный Техас                                          | Плоды размером с апельсин едят мыши, кролики, белки и олени, но они не проглатывают и не хранят семена. Менее избирательно его едят домашние лошади и мулы. Защитные шипы на его ветвях также слишком широко расставлены, чтобы отговорить копытных размером с оленя от поедания листьев, что делает их эффективными только против более крупных животных, которых нет в дикой природе в Техасе. Кроме того, окаменелости показывают, что этот вид был распространен вплоть до юга Канады во время предыдущих межледниковых периодов, что позволяет предположить, что его ареал резко сократился после того, как его способность к распространению семян была уменьшена. Возможно, до появления лошадей в Техасе в XVI веке их распространение было еще меньше, хотя многие коренные американцы предпочитали делать из дерева луки, а местные племена извлекали большую выгоду из его торговли. Близкий африканский родственник распространяется лесными слонами в Габоне. | Мамонт Колумба Гигантские ленивцы Американские мастодонты Американские лошади Гомфотерии |
| Азимина трёхлопастная        | Asimina triloba                       | Восточная Северная Америка                               | Сегодня этот вид в основном размножается бесполым путем, давая ростки небольших клональных деревьев, которые живут около 50 лет, от корневой системы, которая может жить десятками тысяч лет. Его половое размножение сложное, но неэффективное. Цветок имитирует падаль или навоз (бурый цвет, зловонный запах), но мухи его редко посещают и опыляют. Цветок, обращенный вниз, лучше подходит для опыления жуками, как это, как известно, происходит у родственных видов, все из которых живут в более теплом климате. По вкусу и питательной ценности этот фрукт похож на черимойю и является самым крупным съедобным и мясистым в Соединенных Штатах. Однако сезон плодоношения короткий, и плоды гниют вскоре после падения с дерева; по этой причине потребление азимины было прекращено, когда стали доступны коммерческие тропические фрукты. Семена также крупные и покрыты сладкой, но скользкой кожицей, которую трудно удалить. Распространение вида очень неоднородно, и он более распространен в поймах рек и там, где за ним ухаживали коренные народы Восточных лесов. Однако растение без проблем растет на возвышенностях, и люди едят мякоть, не проглатывая семена. Способность лисиц, енотов, скунсов и американских черных медведей рассеивать семена неясна. | Американские мастодонты Навозные жуки могли быть основными опылителями азимины до того, как они стали реже после исчезновения мегафауны. |
|                              | Proboscidea parviflora                | Юго-запад США и северная Мексика                         | Липкие, отвратительные листья неуязвимы для травоядных хищников. Когда плод становится коричневым и затвердевает, он разделяется на два противоположных когтя, окружность каждой из которых больше человеческой ноги. Хотя это очевидный зоохорический механизм, он намного больше, чем толщина ног самых крупных диких млекопитающих в этом районе (оленей, пекари, койотов), и в результате семена в основном рассеиваются людьми, лошадьми и домашним скотом. Хотя этот вид уже культивировался коренными американцами для изготовления корзин, он значительно расширил свой ареал после того, как европейцы завели в этом районе домашний скот. В настоящее время ареал расширился до Луизианы и Айовы. | |
| Тыква                        | Cucurbita pepo                        | Мексика, Техас и восточная часть США                     | В отличие от многих домашних разновидностей, дикая форма горька для человека. | Семена, найденные вместе с окаменелостями американских мастодонтов во Флориде, включая содержимое желудка. |
| Желтый помидор Дикий помидор | Solanum elaeagnifolium S. carolinense | Западная Северная Америка и Южная Америка Юго-восток США | В основном встречается на нарушенных участках и в поймах рек. Плоды часто остаются на ветке в течение месяцев или более года после созревания, когда они уже подгнили или высохли, удерживая семена внутри. Млекопитающие и птицы избегают фруктов из-за высокого содержания гликоалкалоидов, которые даже смертельны для домашнего скота. С другой стороны, рептилии не подвержены их влиянию, и плод имеет особенности, которые делают его привлекательным для черепах (жёлто-оранжевый цвет и правильная высота плодоношения), как и другие родственные растения. | Коробчатые черепахи и гофер-полифем населяли многие районы, где встречаются дикие помидоры, до того, как они вымерли локально. Hesperotestudo |

### Неотропическое царство

Область распространения Неотропического биогеографического царства

| Пример                                  | Научное наименование | Ареал распространения                                                       | Описание анахронизма | Предполагаемые вымершие партнеры по коэволюции |
| --------------------------------------- | --- | --------------------------------------------------------------------------- | --- | --- |
|                                         | Acacia riparia | Центральная Америка, Южная Америка и Карибы                                 | Загнутые шипы на веточках и листьях. | Гигантские ленивцы Гомфотерии |
|                                         | Dipteryx panamensis | Гондурас — Колумбия                                                         | [ 2 ] | Гомфотерии |
| Американский инжир                      | Ficus spp. | Неотропика                                                                  | Чрезмерный урожай плодов, больше, чем могут могут съесть летучие мыши и коаты. | |
|                                         | Senegalia tenuifolia | От Калифорнии до Боливии и Бразилии, включая Карибский бассейн              | Загнутые шипы на веточках и листьях. | Гигантские ленивцы Гомфотерии |
| Авокадо                                 | Persea americana | Мезоамерика                                                                 | Хотя мякоть питательна и поедается многими животными (даже плотоядными), семена слишком велики, чтобы их могло проглотить большинство. Зоохория ограничена семенами, собранными агути или съеденными ягуарами, но это скорее случайность, чем обычное явление. Сородичи авокадо в разных широтах имеют более мелкие плоды и семена, поэтому их едят вегетарианцы. Мякоть такая мягкая, что ее не нужно жевать, но семена ядовиты. Было замечено, что лесные слоны заходят на плантации в Камеруне и питаются авокадо. | Достигнув шести метров в высоту, взрослые особи гигантского наземного ленивца Eremotherium могли получить доступ к спелым авокадо раньше любого другого млекопитающего (а молодые, достаточно маленькие, чтобы лазить по деревьям, могли достичь еще большего). Мягкая жирная мякоть могла сделать авокадо более привлекательным для наземных ленивцев, чем другие фрукты, потому что у наземных ленивцев отсутствовали резцы и клыки. Кювьерониус Токсодоны Глиптодонтины Бронтотериевые |
|                                         | Virola surinamensis | От Коста-Рики до Бразилии и Перу                                            | Плоды с типичными чертами плодов, разносимых птицами и обезьянами (ярко-красные, бесцветные, с семенами, индивидуально покрытыми мясистым арилом), если немного крупнее обычного. Тем не менее, известная совокупность распространяющих их видов птиц и млекопитающих аномально мала, и плоды часто находят гниющими на земле. Растение лучше прорастает из более крупных семян, но лучше распространяются семена меньшего размера, которые могут проглотить птицы. | Protopithecus, дальний родственник обезьян-ревунов и паукообразных, но в два раза крупнее самой большой ныне живущей обезьяны Нового Света. |
| Черный калебас                          | Amphitecna macrophylla | Небольшие участки Мексики и Гватемалы                                       | [ 2 ] | Гомфотерии |
| Черная пальма                           | Astrocaryum standleyanum | От Никарагуа до Эквадора                                                    | [ 2 ] | Гомфотерии |
| Чёрная сапота                           | Diospyros nigra | Восточная Мексика, Карибский бассейн, Центральная Америка и Колумбия        | [ 1 ] | |
|                                         | Acacia cochliacantha | Мексика                                                                     | Чрезвычайно колючий на уровне кустарника, почти полностью безопасный на уровне дерева. | |
|                                         | Bunchosia biocellata | От Юго-Восточной Мексики до Никарагуа                                       | [ 2 ] | |
| Капустное дерево                        | Andira inermis | От Южной Мексики до Севера Южной Америки                                    | Плоды съедаются летучими мышами, но часто находят лежащими под деревом; их передают домашним свиньям, лошадям и крупному рогатому скоту, возможно, из-за высокого содержания антибиотиков в мякоти. Семена не съеденных плодов, в свою очередь, погибают от личинок долгоносика. | Гомфотерии Токсодоны |
| Калебасовое дерево                      | Crescentia cujete | Центральная и Южная Америка                                                 | Плод размером с футбольный мяч, с твердой кожурой, которую трудно расколоть. Самое большое из ныне живущих местных млекопитающих, тапир Бэрда, не может открыть рот достаточно широко, чтобы резцы расположились так, чтобы его можно было укусить. Единственные животные, когда-либо виденные питающимися данными плодами, — это домашние лошади, которые наступают на плод и должны приложить до двухсот килограммов давления, чтобы открыть его. Семена эластичны и окружены слизистой черной тканью, которая одновременно зловонная и очень сладкая. Плод падает на землю, пока он еще зеленый, и созревает через месяц на лесной подстилке.          | Американские лошади Токсодоны, тропическое копытное размером с носорога с огромными, необычно ориентированными резцами, функция которых плохо изучена. Они могли эволюционировать специально для очистки плодов этого типа |
| Кассия коралловая                       | Cassia grandis | От Южной Мексики до Венесуэлы и Эквадора                                    | Твердые, цилиндрические, полуметровые плоды диаметром полтора дюйма, содержащие крупные семена длиной 2 см, шириной 1,5 см и толщиной 0,5 см, заключенные в сладкую мякоть, напоминающую патоку. В настоящее время плод часто остается на дереве достаточно долго, чтобы бобовые долгоносики и моль убили все семена, что делает его очевидной дезадаптацией. | Гигантские ленивцы Кювьерониус |
| Цедрон                                  | Simaba cedron | Колумбия и Центральная Америка                                              | [ 2 ] | Гомфотерии |
| Сейба                                   | Ceiba aesculifolia C. pentandra C. speciosa                                                                                     | Тропики, в основном в Америке, но также в Африке и Юго-Восточной Азии       | Выраженные колючки на стволе (только саженцы в случае с C. pentandra). | Травоядная мегафауна |
| Центральноамериканские колючки          | Aeschynomene spp. Bidens riparia Desmodium spp. Krameria cuspidata Petiveria alliacea Pisonia macrunthocarpa Triumfetta lappula | Центральная Америка                                                         | Колючки прилипают к густой шерсти лошадей и крупного рогатого скота, но не к местным диким млекопитающим, таким как тапиры, пака, ошейниковые пекари или белобородые пекари. За исключением Pisonia и Krameria, все они являются травянистыми видами, которые встречаются на открытых, хорошо вытоптанных местообитаниях. | Гомфотерии Токсодоны Гигантские ленивцы |
| Черимойя Кремовое яблоко и родственники | Annona cherimola A. reticulata A. muricata A. squamosa A. purpurea A. holosericea A. reticulata Sapranthus palanga              | Неотропики                                                                  | | Кювьерониус |
| Мескит чилийский                        | Prosopis chilensis | Перу, восточная Аргентина и центральная часть Чили                          | Сладкие плоды с твердыми семенами. Растет в основном в поймах рек и на окраинах ручьев, в естественных коридорах, за которыми следуют стада домашнего скота. | |
| Терновый венец Христа                   | Gleditsia amorphoides | Аргентина                                                                   | Защитные колючки ствола длиной до сорока сантиметров. | Американские лошади Хоботные |
| Какао                                   | Theobroma spp. | Центральная и Южная Америка                                                 | [ 2 ] | Гомфотерии |
| Цезальпиния дубильная                   | Caesalpina coriacea | Карибский бассейн, Мексика, Центральная и Северная Южная Америка            | [ 2 ] | |
| Красильная шелковица                    | Maclura tinctoria | От Мексики до Аргентины                                                     | Саженцы с колючками на стволе. | Травоядная мегафауна. |
| Генипа американская                     | Genipa americana | От Южной Мексики до Перу                                                    | [ 2 ] | |
| Рандия                                  | Randia echinocarpa | Мексика                                                                     | Сладкие плоды с твердыми семенами. Произрастает в основном в поймах рек и на окраинах ручьев, в естественных коридорах, за которыми следуют стада домашнего скота. | |
| Акрокомия                               | Acrocomia aculeata | Южная Мексика и Карибский бассейн, Парагвай и север Аргентины               | Крупные плоды и семена с жестким эпикарпом, липкой мякотью и очень твердым эндокарпом. Плод растет на высоте, подходящей для наземных млекопитающих, но часто его находят в кучах на земле под деревом, не съеденным и сопровождаемым тысячами еще более старых, не проросших семян. Молодые деревья светолюбивы, и для их роста требуется вырубка старых деревьев. Домашний скот заглатывает плоды, рассеивая семена, когда они срыгивают их во время пережевывания, а также способствует появлению новых растений, вытаптывая старую растительность. Длинный ствол и колючки листьев плохо подходят для отпугивания мелких хищников, таких как грызуны. | Травоядная мегафауна |
| Энтеролобиум круглоплодный              | Enterolobium cyclocarpum | От Центральной Мексики до северной Бразилии и Венесуэлы                     | Цветки быстро вырастают в большой, мясистый, колосовидный стручок в сухой сезон через год после оплодотворения. Спелые стручки коричневого цвета со вкусом какао падают на землю в течение месяца. Хотя многие дикие животные едят мякоть стручков, только тапиры достаточно велики, чтобы также проглотить и рассеять семена. Однако стручки также легко поедаются и рассеиваются домашними лошадьми и скотом, и в результате деревья часто встречаются на участках, расчищенных для пастбищ, или вблизи них. | Американские лошади Гомфотерии Глиптодонтины Гигантские ленивцы Мамонт Колумба Токсодоновые |
| Ятоба                                   | Hymenaea courbaril | Карибский бассейн, Центральная и Южная Америка                              | Толстый древесный стручок с сухой сахаристой мякотью того же цвета, что и гледичия. Несмотря на очевидные признаки синдрома распространения мегафауной, в настоящее время этот вид распространяется почти исключительно грызуном — агути. | Гомфотерии |
|                                         | Ziziphus guatemalensis | От Чьяпаса до Коста-Рики                                                    | [ 2 ] | |
|                                         | Chloroleucon mangense | Центральная, Северная Южная Америка и Карибский бассейн                     | Сладкие плоды с твердыми семенами. Произрастает в основном в поймах рек и на окраинах ручьев, в естественных коридорах, за которыми следуют стада домашнего скота. | |
|                                         | Randia echinocarpa | Мексика                                                                     | [ 2 ] | |
|                                         | Aechmea magdalenae | От Южной Мексики до Эквадора                                                | [ 2 ] | Гомфотерии |
|                                         | Jacquinia pungens | От Южной Мексики до Коста-Рики                                              | Листья с острыми, как иглы, кончиками образуются только в сухое время года. Колючки лучше всего развиваются в пределах четырех — шести метров от земли. | Гигантские ленивцы Гомфотерии |
| Бобы рожкового дерева                   | Parkia pendula | От Гондураса до Боливии и Бразилии                                          | [ 2 ] | Гомфотерии |
| Манцинелловое дерево                    | Hippomane mancinella | Южная Северная Америка и Северная Южная Америка                             | Маленькие семена, вложенные в твердую сердцевину. | |
| Бросимум напитковый                     | Brosimum alicastrum | Юкатан и Гватемала до Амазонки                                              | [ 2 ] | |
| Кресцентия крылатая                     | Crescentia alata | Мезоамерика и Центральная Америка                                           | Близкий родственник калебасового дерева с белыми плодами размером с апельсин. Если не сломать механически, семена погибнут либо от высыхания (в сухой среде), либо при ферментации мякоти (во влажной среде). Плоды часто употребляют в пищу лошади, выгуливающие на свободе, а размер и форма дерева (3-4 метра в высоту) напоминают африканское дерево, которое обычно разносит мегафауна. | Окаменелости местной лошади Amerhippus были найдены на территории нынешнего ареала растения. |
| Мексиканское черное дерево              | Pithecellobium mexicanum | Сонора, Синалоа и Южная Нижняя Калифорния                                   | Сладкие плоды с твердыми семенами. Произрастает в основном в поймах рек и на окраинах ручьев, в естественных коридорах, за которыми следуют стада домашнего скота. | |
| Мимоза                                  | Mimosa eurycarpa M. guanacastensis                                                                                              | Центральная и Южная Америка                                                 | Загнутые шипы на веточках и листьях. | Гигантские ленивцы Гомфотерии |
| Питецеллобиум сладкий                   | Pithecellobium dulce | Тихоокеанское побережье Мексики, центральная и северная часть Южной Америки | Сладкие плоды с твердыми семенами. Произрастает в основном в поймах рек и на окраинах ручьев, в естественных коридорах, за которыми следуют стада домашнего скота. | |
| Бирсонима толстолистная                 | Byrsonima crassifolia | От Центральной Мексики до Боливии и Бразилии, включая Карибский бассейн     | [ 2 ] | |
| Никарагуанский персимон                 | Diospyros nicaraguensis | Восточный Юкатан, юг Никарагуа и север Коста-Рики                           | Большое количество фруктов, которые просто гниют на земле. | |
| Лесная пальма                           | Attalea rostrata | Центральная Америка                                                         | Крупные плоды и семена, с жестким эпикарпом, липкой мякотью и очень твердым эндокарпом. Плод растет на высоте, подходящей для наземных млекопитающих, но часто его находят в кучах на земле под деревом, не съеденным и сопровождаемым тысячами еще более старых, не проросших семян. Молодые деревья светолюбивы, для их роста требуется вырубка старых деревьев. Домашний скот заглатывает плоды, рассеивая семена, когда они срыгивают их во время пережевывания, а также способствует появлению новых растений, вытаптывая старую растительность. | Кювьерониус |
| Момбин                                  | Spondias mombin S. purpurea S. radlkoferi                                                                                       | Неотропики                                                                  | Чрезмерный урожай плодов с мелкими семенами, вложенными в твердую сердцевину. | |
|                                         | Dioclea megacarpa | Западная Никарагуа                                                          | [ 2 ] | |
| Папайя                                  | Carica papaya | Центральная и северная часть Южной Америки                                  | Плод уже в диком виде крупный, достигает около десяти сантиметров. Мякоть мягкая и не требует жевания, но семена ядовиты. Семена небольшие, но собраны в центре, и имеют острый, перечный вкус. Было замечено, что лесные слоны проникают на плантации в Камеруне и питаются папайей. | Кювьерониус Гигантские ленивцы Токсодоны |
|                                         | Apeiba tibourbou | Каатинга, Серраду и Коста-Рика                                              | [ 2 ] | |
| Бромелия пингвин                        | Bromelia karatas B. pinguin | От Синалоа до Бразилии                                                      | [ 2 ] | |
| Пахира                                  | Pachira quinata | От Коста-Рики до Колумбии и Венесуэлы                                       | Выраженные колючки на стволе, особенно у молодых деревьев. | Травоядная мегафауна |
| Путерия                                 | Pouteria spp. | Неотропики                                                                  | [ 2 ] | Гомфотерии |
| Персиковая пальма                       | Bactris guineensis B. major | От Мексики до Колумбии, Венесуэлы и Тринидада                               | Крупные плоды и семена, с жестким эпикарпом, липкой мякотью и очень твердым эндокарпом. Плод растет на высоте, подходящей для наземных млекопитающих, но часто его находят в кучах на земле под деревом, не съеденным и сопровождаемым тысячами еще более старых, не проросших семян. Молодые деревья светолюбивы, и для их роста требуется вырубка старых деревьев. Домашний скот заглатывает плоды, рассеивая семена, когда они срыгивают их во время пережевывания, а также способствует появлению новых растений, вытаптывая старую растительность. Длинные колючки листьев плохо подходят для отпугивания мелких хищников, таких как грызуны.        | |
| Алибертия съедобная                     | Alibertia edulis | Карибское побережье Центральной Америки                                     | [ 2 ] | |
| Дождевое дерево                         | Albizia saman | От Мексики до Перу и Бразилии                                               | Фрукты едят домашние лошади и крупный рогатый скот. | |
|                                         | Gustavia superba | Центральная и Северо-Западная Южная Америка                                 | [ 1 ] | |
|                                         | Tetragastris panamensis | От Гватемалы до Боливии и Бразилии                                          | Плод очень похож на плоды Виролы суринамской. Отходы семян считаются «огромными», а известные средства распространения — «неэффективными». | Protopithecus |
| Динамитовое дерево                      | Hura crepitans | Тропики Северной и Южной Америки                                            | Выраженные колючки на стволе, особенно у молодых деревьев. | Травоядная мегафауна |
| Саподилла                               | Manilkara zapota | Мексика, Центральная Америка и Карибский бассейн                            | [ 2 ] | |
|                                         | Nectandra hihua | Южная Сонора                                                                | Сладкие плоды с твердыми семенами. Произрастает в основном в поймах рек и на окраинах ручьев, в естественных коридорах, за которыми следуют стада домашнего скота. | |
|                                         | Sphinga platyloba | Центральная Америка                                                         | Загнутые шипы на веточках и листьях. | Гигантские ленивцы Гомфотерии |
| Акация Фарнеза                          | Vachellia farnesiana | Мексика и Центральная Америка                                               | Плоды ищут домашний скот и лошади. | |
|                                         | Vitex mollis | Южная Сонора                                                                | Сладкие плоды с твердыми семенами. Произрастает в основном в поймах рек и на окраинах ручьев, в естественных коридорах, за которыми следуют стада домашнего скота. | |
|                                         | Sideroxylon capiri | Мезоамерика и Вест-Индия                                                    | [ 2 ] | |
|                                         | Guettarda macrosperma | От Чьяпаса до Коста-Рики                                                    | [ 2 ] | |
| Вест-индийский вяз                      | Guazuma ulmifolia | Неотропики                                                                  | Сладкие плоды с твердыми семенами, которые едят домашние лошади и крупный рогатый скот. Произрастает в основном в поймах рек и на окраинах ручьев, в естественных коридорах, за которыми следуют стада домашнего скота. Мякоть имеет древесные препятствия, препятствующие жеванию. | |
| Прозопис серёжкоцветный                 | Prosopis juliflora | Мексика, Южная Америка и Карибский бассейн                                  | Очень локализованное и неравномерное распространение по краям мангровых болот и пляжей. Проглатывается скотом и лошадьми. | |
|                                         | Zamia spp. | От Мексики до Боливии, включая Вест-Индию                                   | [ 2 ] | Гомфотерии |
|                                         | Zanthoxylum setulosum | От Коста-Рики до Колумбии и Венесуэлы                                       | Выраженные колючки на стволе, особенно у молодых деревьев. | Травоядная мегафауна |

### Океаническое царство
| Пример               | Научное наименование | Ареал распространения | Описание анахронизма | Предполагаемые вымершие партнеры по коэволюции |
| -------------------- | -------------------- | --------------------- | --- | --- |
| Гавайские лобелиоиды | Cyanea spp.          | Гавайи                | Защитные шипы на листьях и стеблях, несмотря на то, что на островах нет местных травоядных.                                                            | Moa-nalo, четыре вымерших вида нелетающих уток, идентифицированных как травоядные по морфологии клюва и ископаемым экскрементам                                                                                    |
| Горный гибискус      | Hibiscadelphus spp.  | Гавайи                | Восемь вымерших или находящихся под угрозой исчезновения видов родственников гибискуса, чьи цветы остаются сложенными в трубочку, ограничивая опыление | Несколько видов гавайских цветочниц, некоторые из которых вымерли, а другие находятся под угрозой исчезновения, с различной длиной и кривизной клюва, подходящими для питания нектаром различных трубчатых цветов. |

### Палеарктическое царство

Область распространения Палеарктического биогеографического царства

| Пример             | Научное наименование          | Ареал распространения        | Описание анахронизма | Предполагаемые вымершие партнеры по коэволюции |
| ------------------ | ----------------------------- | ---------------------------- | --- | --- |
| Падуб остролистный | Ilex aquifolium               | Западная Европа              | Листья с защитными колючими краями достигают четырех-пяти сантиметров, когда они сменяются гладкими листьями. Это более чем в два раза превышает досягаемость нынешних крупнейших травоядных в этом районе, благородного оленя и зубра. | |
| Лещина Дуб         | Corylus spp. Quercus spp.     | Умеренное Северное полушарие | Неспособность к регенерации ни в глубокой тени под пологом леса, ни при интенсивном движении на открытом воздухе. Хотя некоторая мегафауна Евразии, способная вырубать леса, дожила до голоцена (благородный олень, тур, тарпан, зубр, евразийский бобр и дикий кабан), различия в составе пыльцевых записей между ранним голоценом, предшествовавшим крупной антропогенной вырубке, и межледниковым MIS 5 предполагает, что дальнейшая расчистка была проведена еще более крупными мегатравоядными животными, исчезнувшими в позднем плейстоцене. | Обыкновенный бегемот Европейский прямобивневый слон Stephanorhinus hemitoechus |
| Можжевельник       | Juniperus spp.                | Северное полушарие           | Снижение концентрации ископаемой пыльцы в Ирландии и последующий рост, не связанный с изменением климата. | Гигантский олень Megaloceros колонизировал Ирландию примерно в то время, когда численность можжевельника уменьшилась, и вымер, когда они выросли. Megaloceros облюбовал можжевельник и другие кустарники из-за их высокой концентрации фосфора, который, в свою очередь, был необходим для выращивания массивных рогов гигантского оленя на период брачного сезона. Это хищничество вызвало, в свою очередь, падение можжевельника и его замену травами. |
| Тундростепь        | Несколько неродственных видов | Алтайско-Саянские горы       | Сухой, но разнообразный в ботаническом отношении биом, состоящий из злаков, разнотравья и осоки, который в плейстоцене занимал большую часть северной Евразии и Северной Америки и был связан с высокой концентрацией крупных травоядных. Примерно 13000 лет назад на смену степи пришли влажные мохово-кустарниковые тундры, тайга и лиственные леса с уменьшенным разнообразием растений. Это изменение традиционно связывалось с климатическим сдвигом в сторону более теплых, влажных и менее континентальных условий в переходный период к голоцену и, в свою очередь, использовалось для объяснения вымирания местной мегафауны. Сергей Зимов предполагает обратное: исчезновение фауны вызвало изменение растительности, и что этого не произошло бы, если бы мегафауна все еще существовала, как этого не происходило в предыдущие межледниковые периоды. | Шерстистый мамонт Овцебык Степной зубр Дикая лошадь |

## Предлагаемые примеры на животных
| Пример                                | Научное наименование                         | Ареал распространения                                         | Описание анахронизма | Предполагаемые вымершие партнеры по коэволюции |
| ------------------------------------- | -------------------------------------------- | ------------------------------------------------------------- | --- | --- |
| Австралийская кустарниковая муха      | Musca vetustissima                           | Австралия                                                     | Местные навозные мухи зависели от завезенного крупного рогатого скота, а до появления крупного рогатого скота — от человеческих фекалий. Мухи игнорируют навоз кенгуру, потому что он более сухой и не такой многочисленный. | Навоз австралийской мегафауны |
| Буроголовый коровий трупиал           | Molothrus ater                               | Северная Америка                                              | Стаи следуют за стадами лошадей и крупного рогатого скота, питаясь насекомыми, взбудораженными топотом копытных. Их численность и восточный ареал значительно расширились после того, как они были ввезены в область европейской колонизации; однако окаменелости показывают, что их было так же или больше в плейстоцене, а также что в Северной Америке было два других вида, которые исчезли во время перехода к голоцену. | Бизон Bootherium и Кустарниковый бык Американские лошади Hemiauchenia Западные верблюды Мамонт Колумба Американские мастодонты |
| Калифорнийский кондор                 | Gymnogyps californianus                      | Западная Северная Америка                                     | Находится на грани исчезновения и встречается только в нескольких районах Калифорнии и Аризоны. Однако до заселения Америки людьми тот же самый вид (или другие очень близкородственные ему виды) обычно встречался в Северной Америке, на Кубе и в Южной Америке вплоть до Перу. | Представитель североамериканской мегафауныБыло высказано предположение, что кондоры выжили вблизи Тихого океана, питаясь в основном тушами выброшенных на берег китов и морских слонов, которые дают много мяса, но имеют достаточно мягкую кожу, чтобы ее мог проткнуть слабый клюв кондора. В другом месте кондор питался бы наземной мегафауной, но только после того, как более крупные птицы-падальщики, такие как Teratornis проткнули их жесткую пушистую кожу, отражая симбиотические отношения между африканскими белоспинными грифами и более крупными ушастым и белогорлым грифами. По совпадению, единственный другой живой кондор, андский кондор, также ограничен тихоокеанским побережьем Южной Америки и, как известно, питается выброшенными на берег китами, но отсутствие ископаемых записей для этого вида означает, что невозможно узнать, существовал ли он ранее в других районах.                                                                         |
| Кубинский крокодил                    | Crocodylus rhombifer                         | Кубинское болото Сапата и остров Хувентуд                     | Находящийся под угрозой исчезновения вид, который когда-то был широко распространен на Кубе, а также присутствовал на Каймановых островах и Багамах. Один из самых маленьких крокодилов в мире, он также является одним из самых наземных и умных. Наблюдения в неволе выявили ранее неизвестное поведение стаи при охоте, что сделало бы ее способной убивать животных более крупных, чем те, которые в настоящее время обитают на Кубе. | Шесть видов карибских наземных ленивцев, самый крупный из которых был размером с американского черного медведя |
|                                       | Helictopleurus giganteus                     | Восточный Мадагаскар                                          | Самый крупный и самый редкий из местных видов навозных жуков на Мадагаскаре, очевидно, полностью зависящий от человеческих фекалий. Однако люди впервые прибыли на Мадагаскар всего 2000 лет назад. | Субфоссильные лемуры |
| Гиацинтовый ара Малый гиацинтовый ара | Anodorhynchus hyacinthinus A. leari          | Южная Америка                                                 | Оба вида следуют за стадами крупного рогатого скота в Бразилии (в основном из скрещенной с зебу породы брахманов, которые больше питаются фруктами) и извлекают частично переваренные семена из их навоза. У них есть приспособления к наземным передвижениям, отсутствующие у других ара, и они игнорируют те же самые виды фруктов, пока они еще находятся на дереве, даже когда они созрели, предполагая, что это поведение является древней адаптацией, а не недавно изученной. То же самое делают серые попугаи с навозом африканских слонов. Неизвестно, проявлял ли такое же поведение третий вид Anodorhynchus, Серо-голубой гиацинтовый ара, который первоначально присутствовал в Парагвае и северной Аргентине и, вероятно, вымер.                       | Кювьерониус |
| Комодский варан                       | Varanus komodensis                           | Флорес и другие острова, ранее объединенные, такие как Комодо | Хотя взрослые особи являются эндемичными видами, они выживают в основном за счет охоты или поедания парнокопытных, таких как яванский олень, Малайзийский кабан и Азиатский буйвол, которые были завезены на острова людьми. | Карликовый стегодон (Stegodon florensis), карликовые слоны размером между свиньями и буйволами Совсем недавно было высказано предположение, что предки дракона Комодо развили свои большие размеры в северной Австралии и оттуда колонизировали Флорес. Если это правда, то это делает их двойным примером, поскольку они изначально охотились на сумчатых дипротодонов. По иронии судьбы, свиньи и буйволы также были завезены в Австралию, где у них нет хищников, и было предложено ввести драконов Комодо в рамках усилий по восстановлению |
|                                       | Merobruchus columbinus                       | Центральная Америка и Карибский бассейн                       | Бобовый долгоносик паразитирует на плодах Samanea saman. Животные оставляют плод непосредственно перед падением, хотя он все еще питателен. | Быстрый выход может быть адаптацией, чтобы избежать случайного проглатывания крупными млекопитающими, ныне вымершими |
| Вилорог                               | Antilocapra americana                        | Западная Северная Америка                                     | Способен поддерживать скорость 60 миль в час, что делает его вторым самым быстрым наземным животным в мире после гепарда и самым быстрым бегуном на длинные дистанции. Ни одно из хищников не может приблизиться к этой скорости. Пумы — единственные регулярные хищники взрослых вилорогов, но могут охотиться на них только тогда, когда местность позволяет незаметно подойти. Волки и койоты могут охотиться на детенышей, но плохо подходят для охоты на взрослых. Известно также, что американские черные медведи иногда устраивают засады на вилорогов, как правило, безуспешно. Мышцы ног настолько перестроены для поддержания постоянной скорости, что вилороги не могут прыгать и будут пытаться пересекать ограждения, проходя под ними, а не над ними. | И гигантский короткомордый медведь, и вымерший американский лев были крупнее и лучше приспособлены к постоянной скорости, чем их живые родственники, очковый медведь и лев соответственно Ягуар обитал на обширных территориях Соединенных Штатов в плейстоцене и, возможно, охотился на вилорогов незаметно, как и пума. Вымершие американские гепарды (Miracinonyx inexpectatus и особенно M. trumani) были взрывными бегунами, очень похожими на живого гепарда, хотя и не были тесно связаны с ним. Если бы они могли развивать одинаковую скорость (70 миль в час), они были бы самыми успешными хищниками вилорогих на короткие дистанции, а также объяснили бы эволюцию вилорогов в направлении устойчивого бега, поскольку современные гепарды не могут бегать долго. Chasmaporthetes, единственная гиена, которая когда-либо успешно колонизировала Северную Америку, имела размеры, похожие на гепарда, и была лучше построена для скорости, чем ее живые родственники. |
| Кошачий лемур Сифаки                  | Lemur catta Propithecus diadema P. verreauxi | Мадагаскар                                                    | Взрослые особи практикуют меры против хищничества со стороны хищных птиц, даже если они слишком велики, чтобы на них могли охотиться птицы, обитающие в настоящее время на острове. | Мадагаскарский венценосный орёл, родственник венценосного орла, вымершего около 1500 г. н. э. Вымерший малагасийский орёл |